# Farní sbor Českobratrské církve evangelické v Teplicích
Farní sbor Českobratrské církve evangelické v Teplicích spadá pod Ústecký seniorát. Počet aktivních členů je cca 30. Zastoupení generací je poměrně rovnoměrné, podíl mužů a žen je zhruba 1:1. Z hlediska vzdělání a profesí je zastoupeno široké spektrum lidí. Sbor vznikl v roce 1889 (nebo 1893) jako filiálka/kazatelská stanice krabčického sboru. Samostatným sborem církve se stal až r. 1926. Po druhé světové válce se přistěhovali evangelíci ze Zelova a jejich rodiny jsou po několik generací činné ve sboru. Od 1. října 2020 je do teplického sboru začleněn i původní sbor v Duchcově.
Sídlem sboru je kostel v ulici J. V. Sládka 2006/16. Kostel byl postaven v letech 1938–1948. Stavba vycházela z plánů architekta Václava Kaviny.
Farní sbor je znám aktivitou mládeže. Počet lidí docházejících na mládež je cca 10 a v Ústeckém seniorátu jde o polovinu aktivní mládeže.
Sbor vydává své periodikum pod názvem Sborové ozvěny.
Farářem je Martin Bánoci, kurátorem Radovan Gaudyn.